# Servicio ferroviario suburbano de Roma

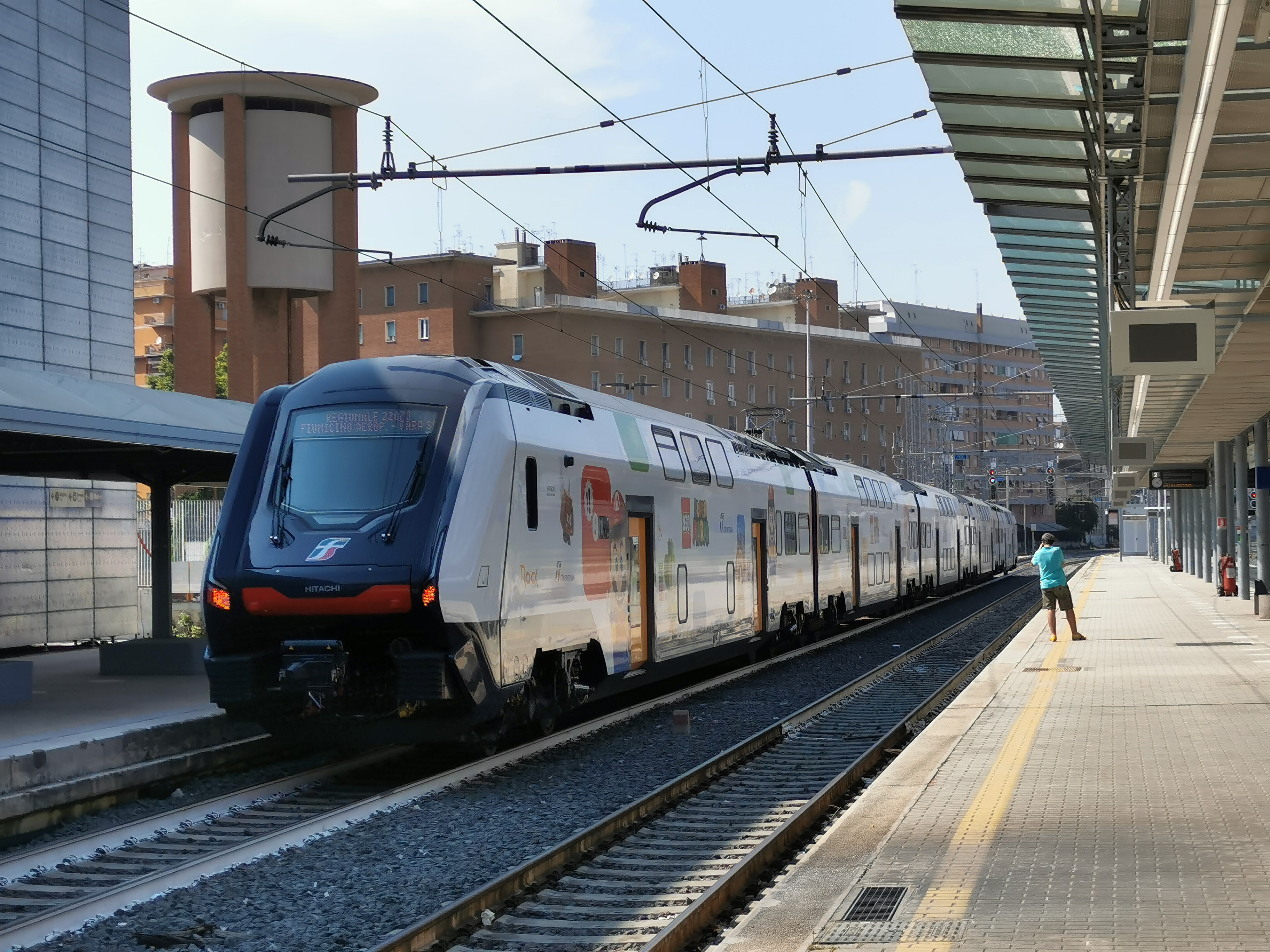
Tren de la línea FL1 en la estación Roma Tiburtina.

El servicio ferroviario suburbano de Roma está integrado por once líneas de trenes de cercanías y regionales que se integran a la red de metro de la capital italiana y conectan Roma con municipios de los alrededores y distintas zonas de la región de Lacio.
Las ocho líneas (Líneas FL) gestionadas por la estatal Trenitalia S.p.A. conectan Roma con el Aeropuerto de Roma-Fiumicino y con el resto de la Ciudad metropolitana de Roma Capital, alcanzando también las provincias de Viterbo, Rieti, Frosinone y Latina.
Las dos líneas que administra Cotral (Compagnia Trasporti Lazio) (Cotral S.p.A.), conectando el centro de la ciudad con el sudoeste (Ostia) y el norte (Viterbo). Las líneas Roma-Lido y Roma-Viterbo suman una extensión de 135 kilómetros y son operadas con 66 trenes. La concesión en favor de la estatal ATAC  terminó el 30 de mayo de 2019. A partir del 1 de enero de 2022, las líneas pasaron a la dirección de ASTRAL Spa en lo que respecta a la infraestructura ferroviaria y a Cotral la gestión del servicio. La línea Roma-Giardinetti sigue gestionada por ATAC.
Todo el sistema de transporte de la ciudad de Roma utiliza el sistema tarifario integrado llamado "Metrebus", es posible viajar dentro de los límites del Municipio de Roma y dentro de los límites de las tarifas urbanas con todos los billetes de viaje utilizables en Roma, válido para el metro, autobuses, trolebuses, tranvías y trenes del servicio ferroviario suburbano. El sistema incluye las tres principales empresas que gestionan el transporte público local en la región del Lacio: ATAC, Cotral y Trenitalia.

## Líneas operadas por Trenitalia

Mapa de las líneas FL del servicio ferroviario suburbano de Roma, operado por Trenitalia.

La empresa estatal Trenitalia (perteneciente a Ferrovie dello Stato) opera ocho líneas suburbanas que conectan Roma con los alrededores por intermedio de trenes regionales. Anteriormente identificadas con la sigla FR (Ferrovie Regionale), desde 2012 son denominadas como FL (Ferrovie Laziale). Las líneas FL1, FL2 y FL3 poseen un tramo urbano con alta frecuencia y numerosas estaciones que se integran a la red metropolitana.
- Orte ↔ Fiumicino Aeroporto

Es la línea que comunica Orte con el Aeropuerto de Roma-Fiumicino utilizando los trazados Florencia-Roma y Roma-Fiumicino, y se integra a la traza urbana de Roma con trece estaciones entre Settebagni y Fiera di Roma (ambas funcionan como límite de la tarifa urbana). Ofrece integraciones en las estaciones Roma Tiburtina (con la Línea B del metro y trenes FL2 y FL3), Roma Tuscolana (Línea A del metro y trenes FL3 y FL5), Roma Ostiense (Línea B del metro, la línea Roma-Lido y trenes de FL3 y FL5) y Roma Trastevere (FL3 y FL5). Trenitalia también opera el tren Leonardo Express que conecta Roma Termini con el aeropuerto Roma-Fiumicino sin paradas intermedias.
- Roma Tiburtina ↔ Tivoli

Es la línea que comunica Roma con Tívoli utilizando el trazado Roma-Sulmona-Pescara, y se integra a la traza urbana de Roma con diez estaciones. El principal nodo de intercambio es la estación de inicio del recorrido, Roma Tiburtina (donde ofrece integraciones con la Línea B del metro y los trenes FL1 y FL3]]), y la estación Lughezza funciona como límite de la tarifa urbana.
- Roma Ostiense ↔ Viterbo Porta Fiorentina

Es la línea que comunica Roma con Viterbo utilizando el trazado Roma-Capranica-Viterbo, y se integra a la traza urbana de Roma con dieciocho estaciones. Ofrece integraciones en las estaciones Roma Tiburtina (con la Línea B del metro y trenes FL1 y FL2), Roma Tuscolana (Línea A del metro y trenes FL1 y FL5), Roma Ostiense (Línea B del metro, línea Roma-Lido y trenes FL3 y FL5), Roma Trastevere (FL1 y FL5), Roma San Pietro (tren FL5) y Valle Aurelia (Línea A del metro). La estación Cesano di Roma funciona como límite de la tarifa urbana.
- Roma Termini ↔ Frascati / Albano / Velletri

Es la línea que comunica Roma con Frascati, Albano Laziale y Velletri utilizando los trazados Roma-Frascati, Roma-Albano y Roma-Velletri. El principal nodo de intercambio es la estación de inicio del recorrido, Roma Termini, donde ofrece integraciones con las líneas A y B del metro, la línea Roma-Giardinetti y los trenes FL5, FL6, FL7 y FL8. Luego de la estación Ciampino se bifurca en tres trazados para alcanzar las localidades a las que sirve y sus paradas intermedias.
- Roma Termini ↔ Civitavecchia

Es la línea que comunica Roma con Civitavecchia utilizando el trazado Tirrenica Roma-Grosseto, y que en su traza urbana ofrece integraciones en sus cinco primeras estaciones: Roma Termini (con las líneas A y B del metro, la línea Roma-Giardinetti y los trenes FL4, FL6, FL7 y FL8), Roma Tuscolana (Línea A del metro y trenes FL1 y FL3), Roma Ostiense (Línea B del metro, línea Roma-Lido y trenes FL1 y FL3), Roma Trastevere (trenes FL1 y FL3) y Roma San Pietro (tren FL3). La siguiente estación, Aurelia, funciona como límite de la tarifa urbana.
- Roma Termini ↔ Cassino

Es la línea que comunica Roma con Cassino utilizando el trazado Roma-Cassino-Napoli. El principal nodo de intercambio es la estación de inicio del recorrido, Roma Termini, donde ofrece integraciones con las líneas A y B del metro, la línea Roma-Giardinetti y los trenes FL4, FL5, FL7 y FL8. También permite el intercambio con el tren FL4 en las estaciones Campanelle y Ciampino.
- Roma Termini ↔ Minturno-Scauri

Es la línea que comunica Roma con Minturno utilizando el trazado Roma-Cassino-Napoli. El principal nodo de intercambio es la estación de inicio del recorrido, Roma Termini, donde ofrece integraciones con las líneas A y B del metro, la línea Roma-Giardinetti y los trenes FL4, FL5, FL6 y FL8. También permite el intercambio con el tren FL8 en las estaciones Torricola, Pomezia-Santa Palomba y Campoleone.
- Roma Termini ↔ Nettuno

Es la línea que comunica Roma con Nettuno utilizando los trazados Roma-Cassino-Napoli y Albano-Nettuno. El principal nodo de intercambio es la estación de inicio del recorrido, Roma Termini, donde ofrece integraciones con las líneas A y B del metro, la línea Roma-Giardinetti y los trenes FL4, FL5, FL6 y FL7. También permite el intercambio con el tren FL7 en las estaciones Torricola, Pomezia-Santa Palomba y Campoleone.

## Líneas operadas por Cotral

### Línea Roma-Lido

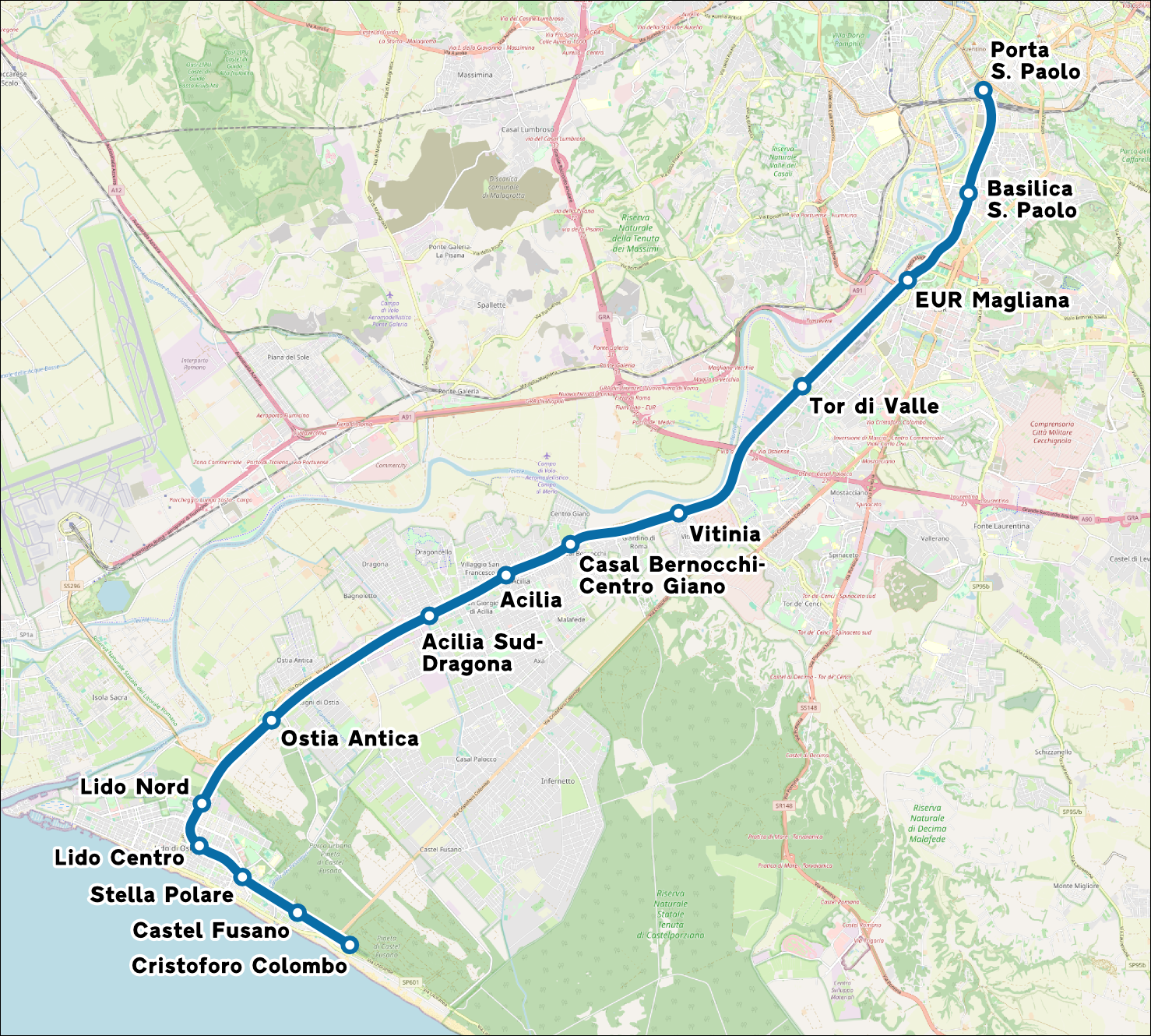
Mapa de la traza.

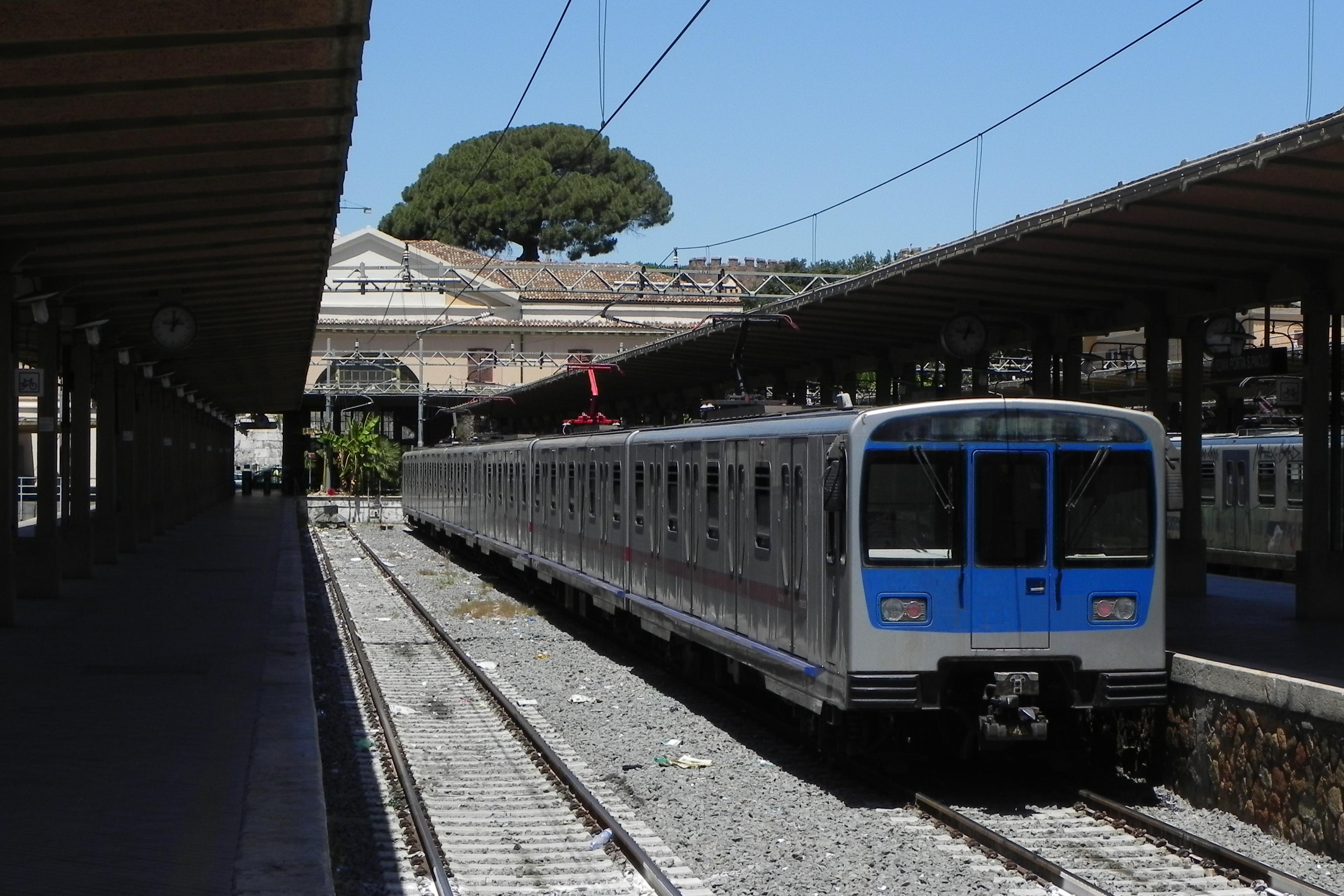
Estación Porta San Paolo

Cubre una extensión de 28,35 kilómetros con vías dobles, y los días hábiles tiene servicios cada diez a veinte minutos entre las 5.08 y las 22.15 desde la estación Porta San Paolo. Es una de las líneas más útiles al turismo, ya que llega hasta el yacimiento arqueológico de la antigua ciudad romana Ostia Antica.
Estaciones:
- Roma Porta San Paolo (correspondencia con la línea B del metro)
- Basílica San Paolo (correspondencia con la línea B del metro)
- EUR Magliana (correspondencia con la línea B del metro)
- Tor di Valle
- Vitina
- Casal Bernocchi
- Acilia
- Ostia Antica
- Lido Nord
- Lido Centro
- Ostia Stella Polare
- Ostia Castelfusano
- Cristoforo Colombo

### Línea Roma-Viterbo

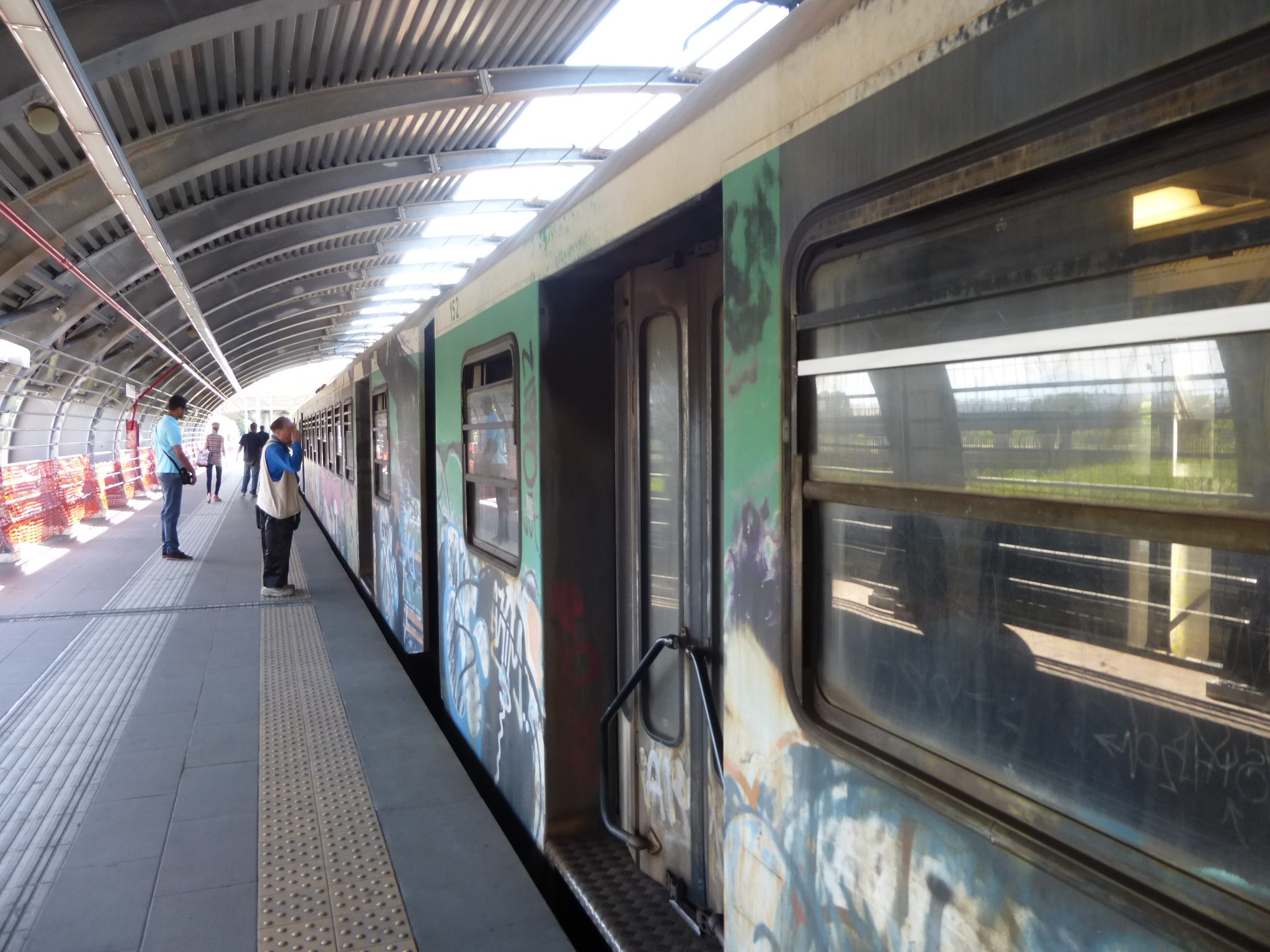
Estación Prima Porta.

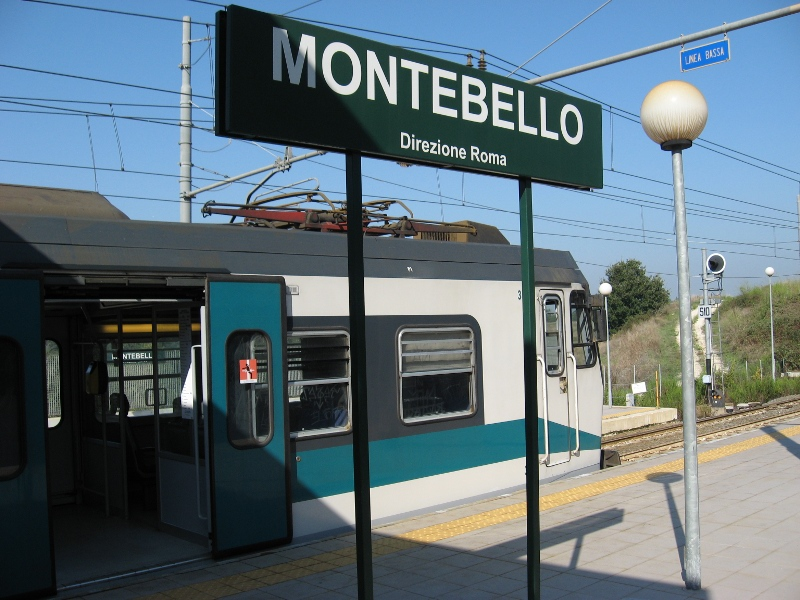
Estación Montebello.

La línea conocida también como Roma Nord cubre una extensión de 101,89 kilómetros, de los cuales 12,49 kilómetros son de vías dobles y 89,38 de vías simples. Cuenta con una traza urbana (entre las estaciones Piazzale Flaminio y Montebello) y una traza extraurbana (que continúa desde Sacrofano hasta Viterbo viale Trieste). La traza urbana tiene servicios los días hábiles cada diez a quince minutos entre las 5.25 y las 22.40 desde la estación Flaminio, mientras que la extraurbana tiene un horario más reducido y espaciado.
Estaciones:
- Piazzale Flaminio (correspondencia con la estación Flaminio - Piazza del Popolo de la línea A del metro)
- Euclide
- Acqua Acetosa
- Campi Sportivi
- Monte Antenne
- Tor di Quinto
- Due Ponti
- Grottarossa
- Saxa Rubra
- Centro Rai
- Labaro
- La Celsa
- Prima Porta
- La Giustiniana
- Montebello
- Sacrofano (fin de la zona tarifaria A)
- Riano
- Castelnuovo
- Morlupo
- Magliano
- Sant'Oreste
- Pian Paradiso
- Civita Castellana
- Catalno
- Faleri
- Fabrica
- Corchiano
- Vignanello
- Vallerano
- Soraino
- Fornacchia
- Vitorchiano
- Bagnaia
- Viterbo viale Trieste

## Líneas operadas por ATAC

### Línea Roma-Giardinetti

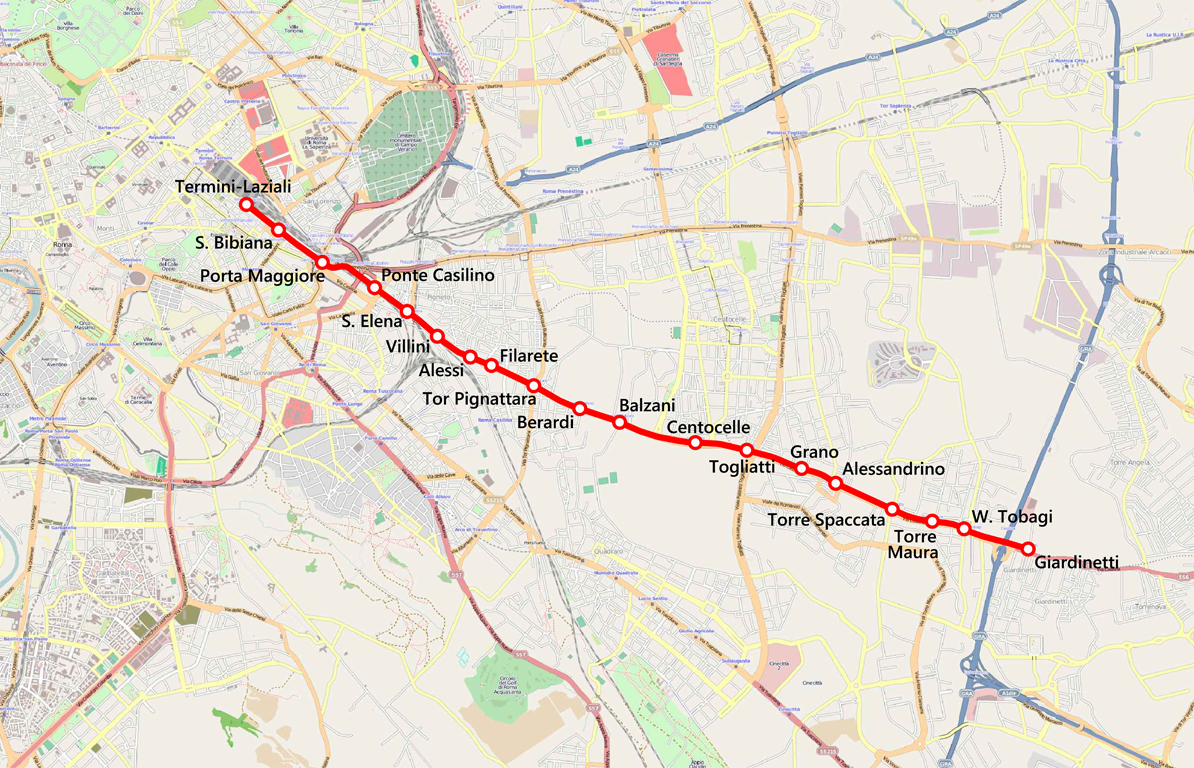
Mapa de la traza hasta 2015 (el tramo Centocelle-Giardinetti no está operativo).

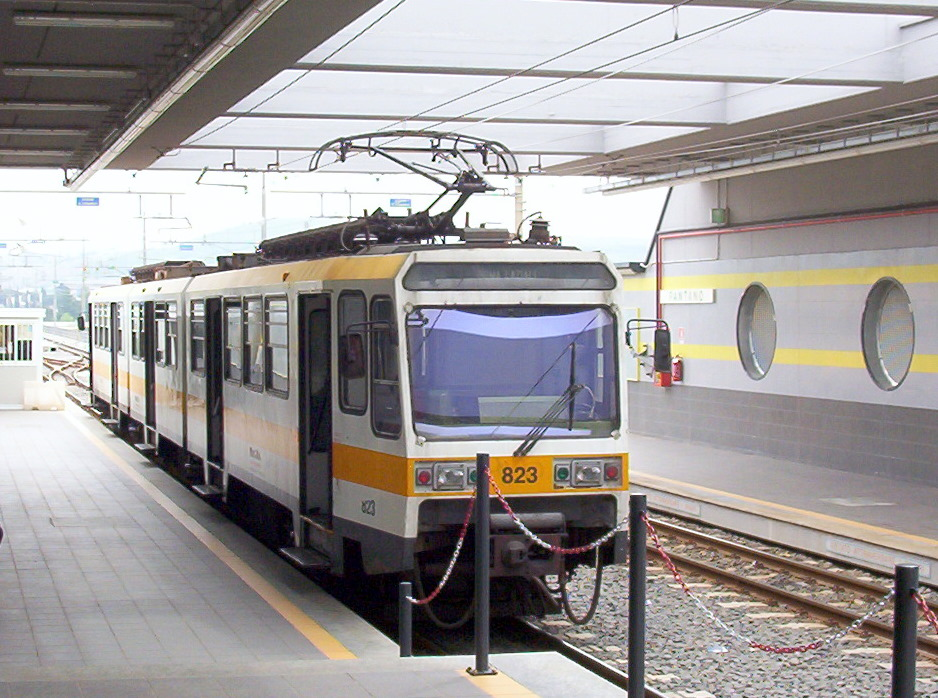
Tren de la línea Roma-Giardinetti.

Anteriormente conocida como Roma-Pantano, redujo su extensión y pasó a denominarse Roma-Giardinetti pero el 3 de agosto de 2015 quedó limitada al tramo Roma (Laziale)-Centocelle (5,36 kilómetros con vías dobles), suspendiendo las operaciones en las últimas siete paradas del recorrido debido a la superposición del trazado con la línea C del metro. Pese a que se anunció que el tramo Centocelle-Giardinetti fue interrumpido provisoriamente para considerar planes de restructuración, a 2018 continuaba inoperativo sin anuncios oficiales.
El tramo Roma-Centocelle tiene una frecuencia de 5 a 7 minutos (los domingos, entre 10 y 12 minutos) con servicios entre las 5.10 y las 22.00 partiendo desde Termini Laziale. Permite el intercambio con las líneas A y B del metro (en la estación Termini) y debido a su cercanía con la estación de Roma Termini se conecta con la red ferroviaria regional, nacional y europea.
Estaciones:
- Termini Laziali
- Santa Bibiana
- Porta Maggiore
- Ponte Casilino
- Sant'Elena
- Villini
- Alessi
- Filarette
- Tor Pignattara
- Berardi
- Balzani
- Centocelle
- Togliatti (no operativa)
- Grano (no operativa)
- Alessandrino (no operativa)
- Torre Spacatta (no operativa)
- Torre Maura (no operativa)
- Tobagi (no operativa)
- Giardinetti (no operativa)